# Вилмеринг
Вилмеринг (њем. Willmering) општина је у њемачкој савезној држави Баварска. Једно је од 38 општинских средишта округа Кам. Према процјени из 2010. у општини је живјело 2.109 становника. Посједује регионалну шифру (AGS) 9372175.

## Географски и демографски подаци
Вилмеринг се налази у савезној држави Баварска у округу Кам. Општина се налази на надморској висини од 375 метара. Површина општине износи 10,3 km². У самом мјесту је, према процјени из 2010. године, живјело 2.109 становника. Просјечна густина становништва износи 205 становника/km².